# ほもいろクローバーZ
ほもいろクローバーZ（ほもいろくろーばーぜっと）は、男色ディーノと大石真翔を中心に結成されたDDTプロレスリングのユニットである。

## 概要
2011年秋、K-DOJOを退団し、DDTにフリー参戦していた大石真翔が巡業のバス移動中に話した「ほもいろクローバーZ」結成の話をKO-Dタッグ王座を獲得した直後の男色ディーノに告げる。そして、そのパートナーだった飯伏幸太もメンバーとなった。
2011年9月18日、千葉大会のメインイベント大石vsKUDOの試合終了後、大石がKUDOのほもクロ入りを勧め、それに応じKUDOがほもクロ4人目のメンバーとなった。
9月29日、第2回DDT48総選挙で6位となった大石がDDTに正式入団。
10月10日、札幌大会で飯伏の負傷により返上され空位となっていたKO-Dタッグ王座をかけ、大石&ディーノ組が石井慧介&入江茂弘組と対戦したが、ディーノが石井のニールキックで敗れた。
10月16日、大森駅大会で男色ディーノが佐々木大輔を相手に、世界大森級王座3度目の防衛に成功した。
10月23日、後楽園大会で行われたほもクロvsTKG48のランバージャックデスマッチ。ほもクロランバーは平田一喜、福田洋、彰人、軍団ひとり。TKGランバーは堀田祐美子、入江茂弘、大家健、DJニラ。試合は大石が高木三四郎のシットダウンひまわりボムで敗れる。しかし試合中、試合後と次々と仲間に裏切られTKGは高木1人となってしまい、そのメンバーがほもクロ側に寝返った。
11月6日、大阪大会でほもクロvsTKG48最終血戦と銘打たれた一戦で、先月に裏切りにあった高木三四郎は信用できるパートナーと言い、アイスリボン・みなみ飛香とタッグを組み、男色ディーノ&大石真翔と対戦し、高木が大石にシットダウンひまわりボムで勝利したが、またもパートナーに裏切られた。この日のメインイベントではKUDOがマサ高梨を相手にKO-D無差別級王座3度目の防衛に成功した。
11月27日、後楽園大会でほもクロ5人目の緑メンバーオーディションバトルロイヤルが行われ、みなみ飛香、長井満也、ツトム・オースギ、ヘラクレス千賀、DJニラ、彰人、軍団ひとり、星誕期、平田一喜、福田洋が参加し、彰人、福田、飛香と3人もの合格者がディーノの口から発表され、さらには最後の合格者が発表され突如入場してきたのはグラン浜田であった。この日のメインイベントではKUDOがHARASHIMAを破り、KO-D無差別級王座4度目の防衛に成功した。
12月11日、博多大会で男色ディーノと大石真翔が石井慧介&入江茂弘が保持するKO-Dタッグ王座に挑戦したが、ディーノが石井にニールキックで敗れ、10月10日と同じ結果となりベルト奪取はならなかった
12月31日、後楽園大会で48グループvsほもクロ5vs5続完全決着戦が行われ、これにほもクロが勝利しTKG48とのアイドル抗争に終止符を打った。メインではKUDOがMIKAMIをダイビングダブルニードロップで破り、KO-D無差別級王座5度目の防衛に成功した。
2012年1月29日、後楽園大会で大石が緑の新メンバーを呼び姿を現したのは井上雅央だった。メインで行われたKO-D無差別級選手権試合は奇しくもほもクロ対決となったこの試合、男色ディーノがKUDOを新技の男色トルネードで仕留め、7年ぶりにKO-D無差別級王座に返り咲いた。
2月19日、先月の後楽園大会でほもクロに電撃加入した雅央と大石がヤス・ウラノ&火野裕士のCrying Wolfが持つKO-Dタッグ王座に挑戦したが、大石はウラノのツームストンパイルドライバーで敗れた。この日のメインではディーノがアントーニオ本多を相手にゴッチ式男色ドライバーで30分を越す激闘に終止符を打ちKO-D無差別級王座初防衛に成功した。
3月11日後楽園大会、男色ディーノが佐藤光留を相手にKO-D無差別級王座2度目の防衛に成功した。
4月1日後楽園大会、KO-D無差別級王座戦で高木三四郎に男色ディーノが敗れ、王座を明け渡すことになった。
2013年12月23日後楽園大会、アップアップガールズ（仮）との合同イベントが開催される事が発表された。

## テーマ曲
ももいろクローバーZの代表曲をほもクロ風にアレンジして使用されている。
- 行くぜっ!怪盗少女

裏切り行為をした場合、大体はこのテーマが流れほもクロメンバーとダンスを踊る。

## メンバー
- 男色ディーノ -ディーノ-
- 飯伏幸太 -こうちゃん-
- KUDO -あっくん-
- 大石真翔 -まこりん-
- 福田洋
- みなみ飛香 (緑のメンバー)
- グラン浜田 (緑のメンバー)
- 彰人 (緑のメンバー)
- 井上雅央 (緑のメンバー)

--内の表記は初期メンバーの愛称

## 獲得タイトル
現在は陥落
- KO-Dタッグ王座 - KUDO & 大石真翔 (第44代)
- KO-D無差別級王座 - KUDO (第37代) & 男色ディーノ (第38代) & 飯伏幸太 (第42代)
- IWGPジュニアヘビー級王座 - 飯伏幸太 (第62代・第64代)

結成前に獲得し、現在も保持しているベルト
- GAY世界アナル級王座 - 男色ディーノ (第2、5代)
- 大森夢フェア認定世界大森級王座 - 男色ディーノ (第4代)
- 梅村パソコン塾認定世界コピー&ペースト級王座 - 男色ディーノ (初代)
- JET世界ジェット級王座 - 男色ディーノ (第3代)
- 世界ミッドブレス級王座 - 男色ディーノ (第2代)
- DJニラ認定世界および史上最高級 - 男色ディーノ (初代)
- DJニラ認定世界および史上最強級 - 男色ディーノ (第2代)